# Gastronomia de l'Alcoià
Els dos plats per antonomàsia de la gastronomia alcoiana són l'olleta alcoiana i les bajoques farcides, poc conegudes fora d'Alcoi, així com la pericana. Actualment bona part de l'economia alcoiana està basada en la fabricació d'olives farcides, embotits, dolços (ametles confitades conegudes com a pelaïlles) i licors com el café licor, si bé la distribució rares vegades supera les fronteres provincials o regionals, exceptuant-ne les olives.
Tradicionalment a la ciutat s'ha practicat a casa o fora d'ella el que es denomina a Alcoi la picaeta. El més habitual abans del menjar era passar per una de les nombroses adrogueries que existien i comprar l'aigua-sal (salmorra, que a altres indrets rep aquest mateix nom o el de samorra) per a l'aperitiu i la beguda amb què acompanyar el menjar preparat. Els aperitius més comuns són les olives farcides, creació local amb dos prestigioses marques a la ciutat, anxoves (saladura a pes, no de llanda), bacallà, cacaus, tramussos, cebetes en vinagre, formatge blanc, moixama, olives trencades, polp torrat, raïmet de pastor, tonyina de sorra o els torrats (cigrons en salmorra i torrats al forn).

## Lestaretes
Les taretes, forma col·loquial de denominar a les tapes dels bars, que a diferència d'altres llocs com Madrid o Andalusia són de pagament, però allò més habitual és menjar o sopar als bars a base de tapes en compte de demanar un entrant i un plat. Taretes tradicionals són: els abissinis (porcions d'ou cuit arrebossat fregit), garibaldins (gamba roja arrebossada), espardenyes (sardines sense espines ni cap obertes en dos filets i fregides arrebossades), bolets, esclata-sangs, capellans (llucets secs fets a la flama), cervells de corder, lleterola, coradeta (cor, fetge i pulmó amb alls tendres), mareta (matriu de vedella o ovella), sang en seba, sang bullida, senyalets (turmes de corder o porc), ventre en tassa (ventre de porc servit amb el seu caldo en tassa), coquetes de farina fregides, ensalada de creïlla i maionesa, dacsa fregida, faves bullides, mandonguilles d'aladroc, de bacallà, etc. Remigio Vicedo (Guía de Alcoy) fa citació de 33 adrogueries (p. 1**), 7 bars (p. 11**) i 13 bodegons (p. 11**), a la ciutat l'any 1925 el que no vol dir que foren tots els existents.

## Mulladors
Els mulladors, o samfaina, són plats típics de tots els Països Catalans basats en la tomaca o la bajoca (terme amb què es denomina a Alcoi als pebrots), torrats, cuits, sofregits i amb abundant oli cru, se servixen freds com a aperitiu o complement a altres plats, sent el pa imprescindible. A Alcoi són típics la pericana, l'espencat de tomaca amb tonyina o bacallà i l'esgarrat que pren el nom per la forma de trossejar el bacallà.

## Embotits

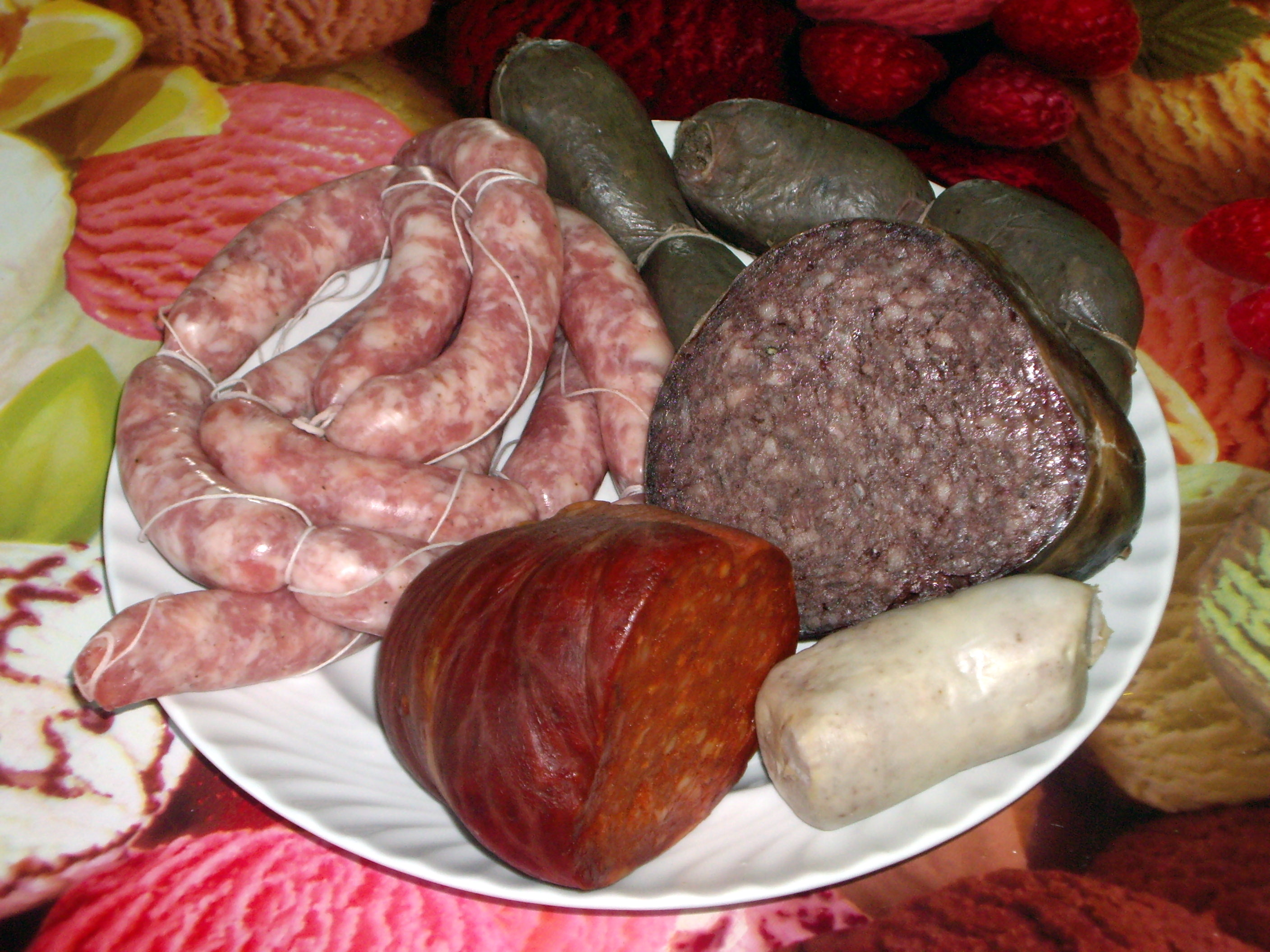
Embotits d'Alcoi. Llonganisses, botifarres de ceba, poltrota, blanquet i sobrassada

Els embotits d'Alcoi així com els d'altres poblacions pròximes com Cocentaina i Ontinyent tenen fama a tot el País Valencià, i a diferència d'altres zones s'elaboren evitant en la mesura que es puga l'excés d'espècies. Els més habituals són els blanquets de carn magra i cansalada, el xoriç, la llonganissa blanca o roja, les botifarres negres de ceba o de carn, l'andola de sang i pell de porc, la poltrota de sang, cap, papada i freixura de porc i la sobrassada que a diferència d'allò més habitual no és per a untar.

## Dolços
A la població es troben diverses pastisseries artesanes que mantenen vives tradicions centenàries com són les ametles confitades conegudes com a pelaïlles i pinyons confitats o els pastissos de carn o els esparters. En moltes cases encara es fan moltes postres com són les anous ensucrades, arrop, bunyols de carabassa, codonyat, monjàvenes, orelletes, panfígol, pastís de glòria, pastissets de moniato, rosegons, coca de llanda, etc.

## Plats destacables

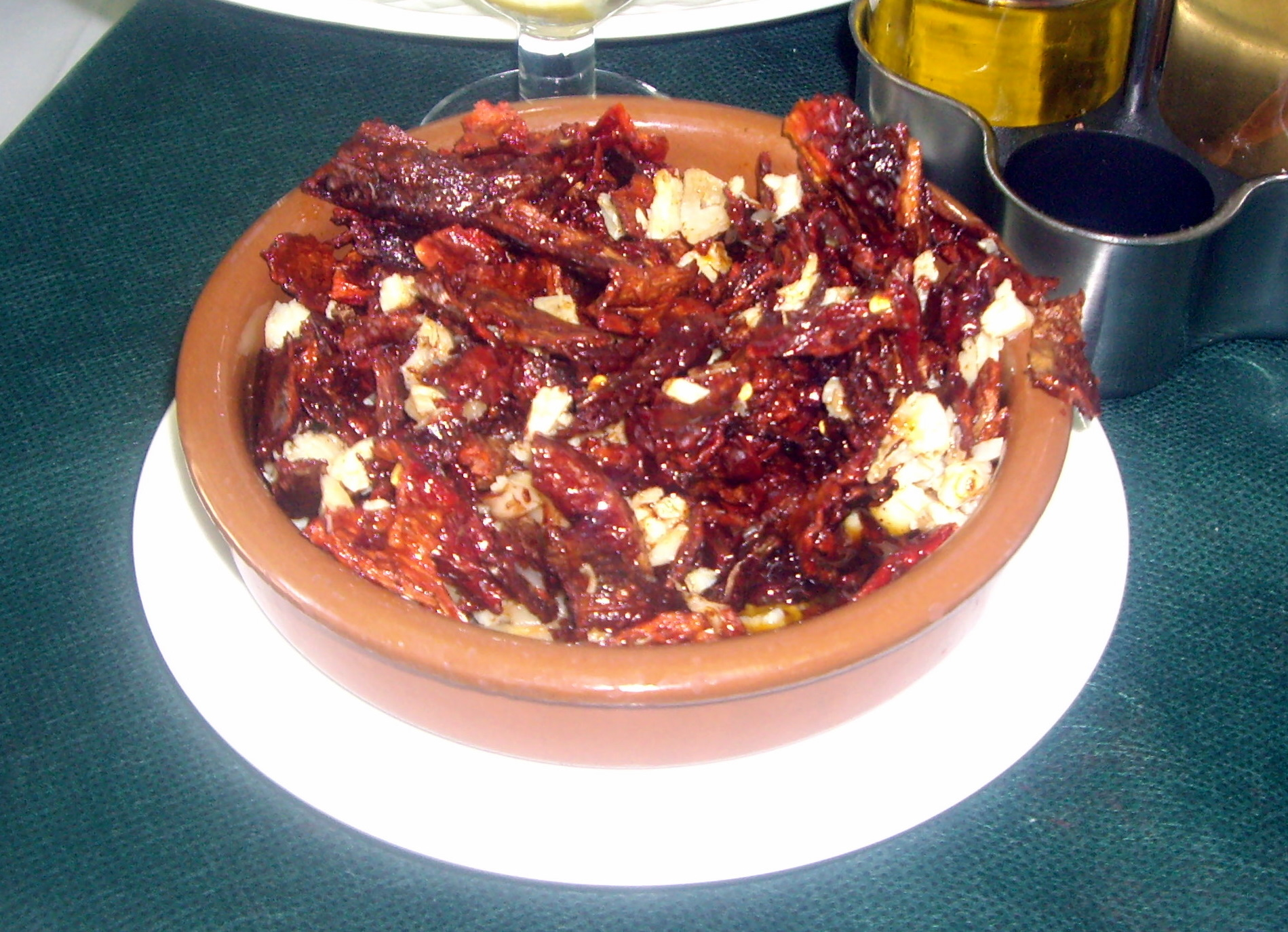
Pericana (pebrots secs fregits, alls, sal i tires de bacallà amb oli)

Com a plats destacables de la cuina alcoiana cal esmentar:
- L'olleta alcoiana o de músic fesols blancs xicotets, penques, costella de porc, cansalada, freixura, botifarra de carn i creïlles. És el plat amb què es complimenta a les bandes de música a totes les filaes el dia 21 d'abril o dia dels músics o nit de l'olla, se sol servir junt amb faves tendres.
- Les bajoques farcides (pebrots amb un farciment triturat de capolat de porc, cuixot i pit de pollastre, arròs, tomaca, all, julivert, pebre roig, safrà i sal)
- Calaveres en bufanda cigrons amb bledes o espinacs i ous escaldats
- L'amanida pericana (pebrots secs fregits, alls, sal i tires de bacallà amb oli)
- La borreta (guisat fet de creïlles, bacallà o sèpia, espinacs, nyores i ous escumats) Dona nom al cantautor alcoià Borreta, el mestre Norman.

## Begudes típiques
Les begudes típiques d'Alcoi la majoria sota la Denominació Geogràfica licores tradicionales de la provincia de Alicante, tot i que encara persisteix l'elaboració pròpia artesanal, són:
- L'Aigua de Civà granissat d'ordi.
- L'Amarguet, genciana, fenoll i aiguardent.
- Biri-biri, suc de taronja, aiguardent i sucre.
- Canari, xarop de llima, absenta i aigua.
- El café licor (consumit com a aperitiu tot sol o combinat amb llimonada, cola plis-plai (també conegut com a burret o burreta a altres llocs), aigua de civada o llima granissada mentireta, cervesa bacora, llet condensada Urtain)
- Cantueso, aigua, alcohol, anís i tomaní.
- L'herberet o herbero (licor fet amb anís dolç i herbes macerades provinents de la serra de Mariola)
- Salvieta, aigua, alcohol, sucre i sàlvia.
- Somriure alcoià (popularment Sonrisa alcoiana), granissat de llima amb whisky
- Timó Reial, anís dolç, timó, comí i sàlvia

## Altres poblacions de l'Alcoià
La major part dels plats típics d'Alcoi ho són de la comarca. Així és que a Banyeres de Mariola es pot trobar la Pericana, el Timonet, la Sàlvia i el Herbero de Mariola. D'altres plats típics d'aquesta població són la coca de farina i tomàquet, la coca fregida, l'Olleta de Banyeres, la paella amb conill i pollastre, arròs al forn, gaspatxo de conill amb herbes, i el Mullao de tomaquet i conill.